# Bündnerschiefer

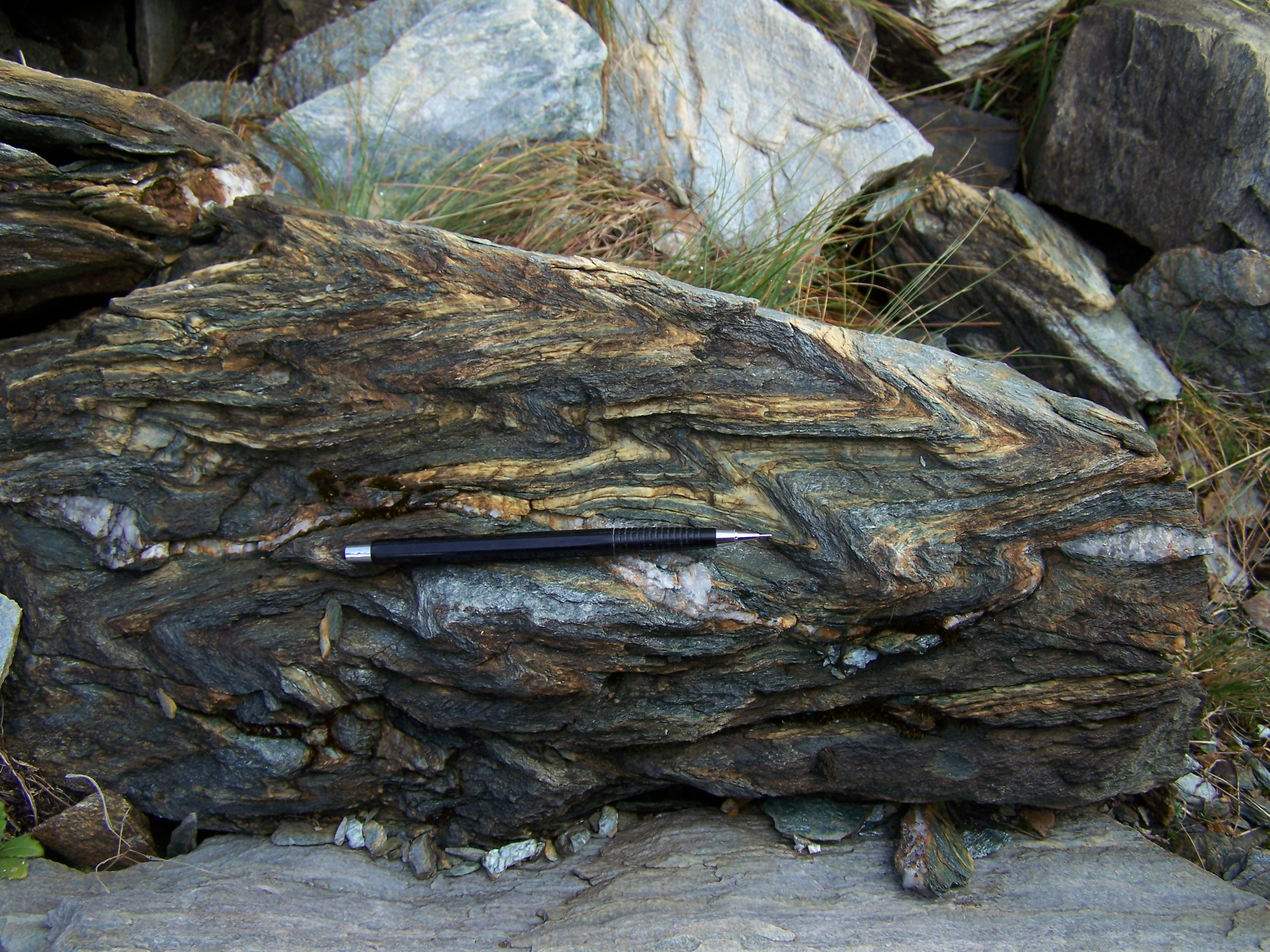
Stark verfaltete Bündnerschiefer am Lukmanierpass

Die Bündnerschiefer sind kalkig-tonige Sedimente der Alpen, die während des Jura und der unteren Kreidezeit im penninischen Walliser Trog, einem Meeresbecken mittlerer Tiefe, und im ozeanischen Bereich der alpinen Tethys abgelagert worden sind. Aufgrund späterer alpiner Metamorphose handelt es sich dabei heute um Kalk-, Ton-, Glimmer- oder Kalkglimmerschiefer. Der Name leitet sich vom Schweizer Kanton Graubünden ab, in dem sie besonders häufig sind. In Frankreich werden sie als Schistes lustrés (Glanzschiefer) bezeichnet, in Italien sind sie ein Teil der begrifflich weiter gefassten calcescisti, wie sie auch im Apennin vorkommen. Abgelagert wurden die Bündnerschiefer im Penninischen Ozean, der sich zwischen dem Südrand der Eurasischen und Apulischen Platte befand und bei der alpinen Gebirgsbildung geschlossen wurde.

## Gesteine
Die Hauptmasse der Bündnerschiefer besteht aus dunklen, feinkörnigen Tonsteinen mit wechselndem Sand- und Kalkgehalt, die durch tektonische Deformation und die bei der Metamorphose entstandenen Glimmer oft seidig glänzen. Zusammen mit den Bündnerschiefern kommen vor allem im südlichen Penninikum häufig Radiolarite und Ophiolithe vor. Diese Vergesellschaftung legt nahe, dass die Bündnerschiefer zum größten Teil auf ozeanischer Kruste abgelagert wurden. Sie ist typisch für das Penninikum und wurde unter anderem von Gustav Steinmann beschrieben, nach dem sie Steinmann-Trinität benannt wurde. Innerhalb der Schiefer finden sich außerdem chaotische Rutschmassen, die große Blöcke und verwickelte Massen von Flyschsedimenten enthalten. Die Mächtigkeit der Schichten ist wegen der intensiven Deformation schwer zu bestimmen, sie beträgt in manchen Bereichen mehrere tausend Meter.

## Ablagerungsraum

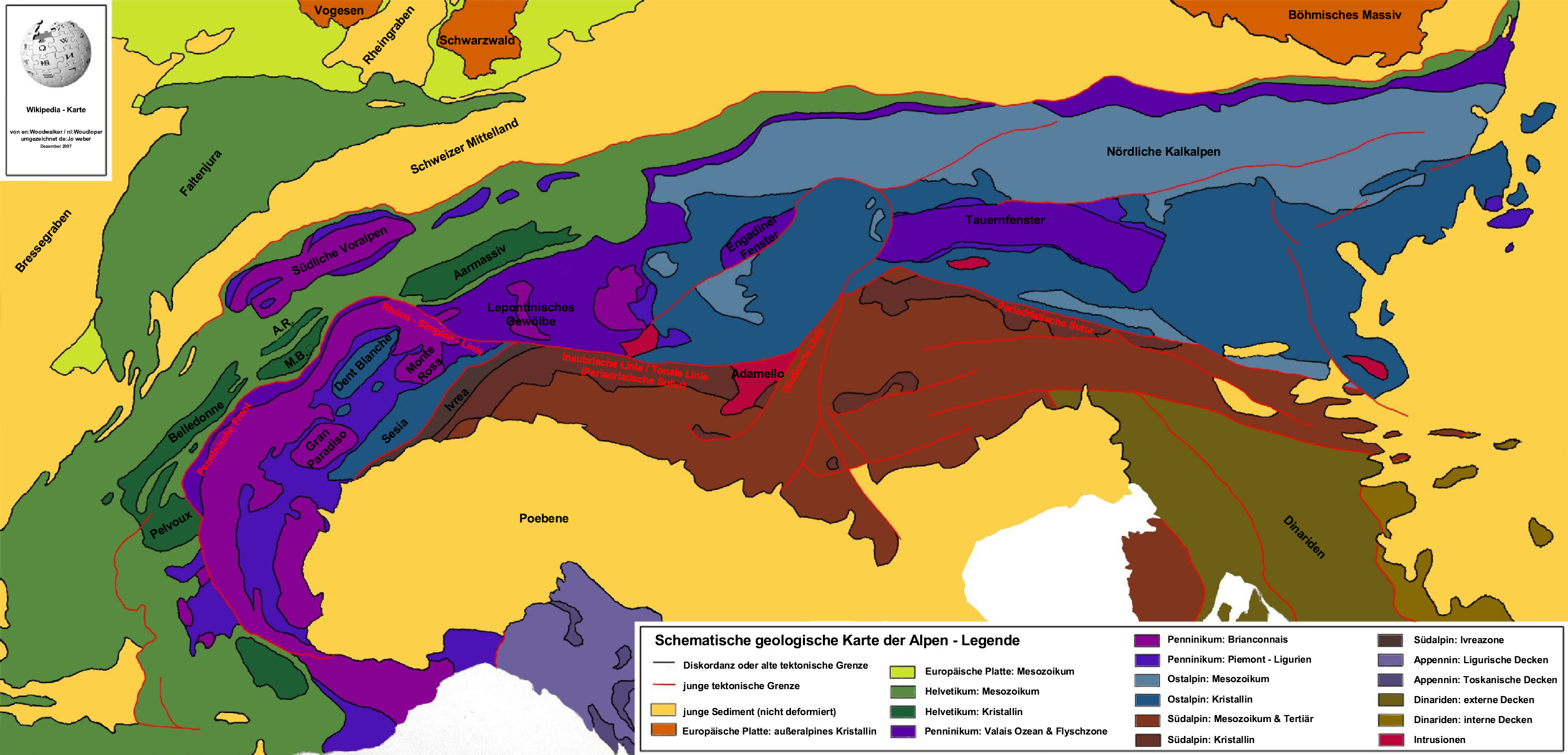
Geologische Skizze der Alpen. Bündnerschiefer in den in Blautönen gehaltenen penninischen Einheiten Valais-Ozean & Flyschzone sowie Piemont-Ligurien

Der Ablagerungsraum der Schiefer war zweigeteilt: im Süden wurden die Bündnerschiefer im Piedmont-Ligurischen Ozean abgelagert, der auch als alpine Tethys bezeichnet wird. Hier fand die Ablagerung fast gänzlich auf ozeanischer Kruste statt, und Ophiolithe sind häufig. Im Norden spielte sich die Sedimentation im Valais-Ozean ab, der zumindest in seinem südlichen Bereich ebenfalls ozeanische Kruste aufwies. Zwischen diesen ozeanischen Bereichen lag ein Hochgebiet mit kontinentaler Kruste, das Briançonnais, von dem immer wieder Sedimentmaterial in die ozeanischen Bereiche geliefert wurde.

## Tektonik
Da die Bündnerschiefer aus relativ leicht verformbaren Gesteinen bestehen, wurden sie von der Überschiebung der alpinen Decken stark betroffen. Sie haben dabei teilweise eine intensive tektonische Deformation erfahren, sind meist stark geschiefert, gestört und verfaltet. In der Nähe der Deckenbahnen liegen sie als Mylonite vor, in die Boudins anderer Gesteine eingeregelt sind, meist Ophiolithe und Marmore.
Innerhalb der penninischen Einheiten sind die Bündnerschiefer entsprechend ihrem ursprünglichen Ablagerungsraum im Wesentlichen auf die Decken des Nordpenninkums und Südpenninikums beschränkt. Häufig treten sie als trennende Einheit zwischen den Kristallin-Decken auf (sogenannte Deckenscheider). 
Die Metamorphose der Bündnerschiefer ist immer deutlich. Weit verbreitet sind Zeugnisse einer Hochdruckmetamorphose, die das Ergebnis der Subduktion der ozeanischen Bereiche unter die Apulische Platte und den ihr vorauseilenden Akkretionskeil ist.

## Vorkommen
Als typische Gesteine des Penninikums treten Bündnerschiefer in größeren Vorkommen westlich der schweiz-österreichischen Grenze im gesamten Westalpenbogen auf. 
In Österreich sind sie nur aus dem Rechnitzer Fenster, dem Tauernfenster und dem Engadiner Fenster bekannt, überall sonst werden sie durch die ostalpinen Decken überlagert. Die Schiefer des Rhenodanubischen Flyschs, der die Alpenfront fast die ganze Strecke zwischen Bodensee und Wien begleitet, werden von einigen Autoren ebenfalls als Bündnerschiefer bezeichnet.
In der Schweiz bilden die weichen Kalk- und Tonschiefer der Bündnerschiefer zum Beispiel die Berge zwischen Brig und Nufenenpass. Sie bilden den Rahmen des Bedrettotals, des Safientals und des Hinterrheintals, und auch die Täler Domleschg, Schanfigg sowie das des Prättigaus sind in sie eingetieft. Außerdem kommen sie in der südlichen und östlichen Umgebung des Gotthardmassivs vor, so zum Beispiel bei Zermatt und Saas Fee. Hier treten sie auch jenseits der Grenze in Italien auf. In Frankreich setzen sie sich als Schistes lustrés fort, die sich über Savoyen nach Süden ziehen und auch noch im nördlichen Korsika auftreten.